# ¡Grande, pa!
¡Grande, pa! foi uma série de televisão argentina produzida e exibida pela Telefe de 2 de janeiro de 1991 a 30 de novembro de 1994.
A série foi um dos maiores sucessos da emissora e da televisão argentina, tendo ganhado várias adaptações em outros. 

## Enredo
A série girava em torno da família de Arturo, viúvo e pai solteiro de quatro meninas; Josefina "Jose", Angela "Angie", Florencia "Flor" e Camila "Cami". Arturo é rico e dono de um grande empresa, vivendo também um amor platônico com María, babá de suas filhas que vira algo assim como uma mãe para elas. 

## Elenco
- Arturo Puig - Arturo.
- María Leal - María Fernández.
- Nancy Anka - Josefina "Jose".
- Julieta Fazzari - Angela "Angie".
- Gabriela Allegue - Florencia "Flor".
- Agustina Cherri - Camila "Cami".
- Stella Maris Closas - Norma.
- Alberto Fernández de Rosa - Teo.

## Adaptações
- Brasil (Grande Pai) - Série brasileira produzida pelo SBT e protagonizada por Flávio Galvão e Debora Duarte. [3]
- Portugal (Super Pai) - Série portuguesa produzida pela TVI e protagonizada por Luís Esparteiro e Sandra Faleiro.
- Equador (Súper Papá) - Série equatoriana produzida pela Ecuavisa.
- Colômbia (Súper Pá) - Série colombiana produzida pela Teleset e exibida pela RCN Televisión.